# جومه گرو
جومه گرو (انگلیسی: Jaume Grau؛ زادهٔ ۵ مهٔ ۱۹۹۷) بازیکن فوتبال اهل اسپانیا است.
از باشگاه‌هایی که در آن بازی کرده‌است می‌توان به باشگاه فوتبال رئال ساراگوسا اشاره کرد.